# Philonotis angusta
Philonotis angusta är en bladmossart som beskrevs av Mitten 1859. Philonotis angusta ingår i släktet källmossor, och familjen Bartramiaceae. Inga underarter finns listade i Catalogue of Life.